# 小梁网

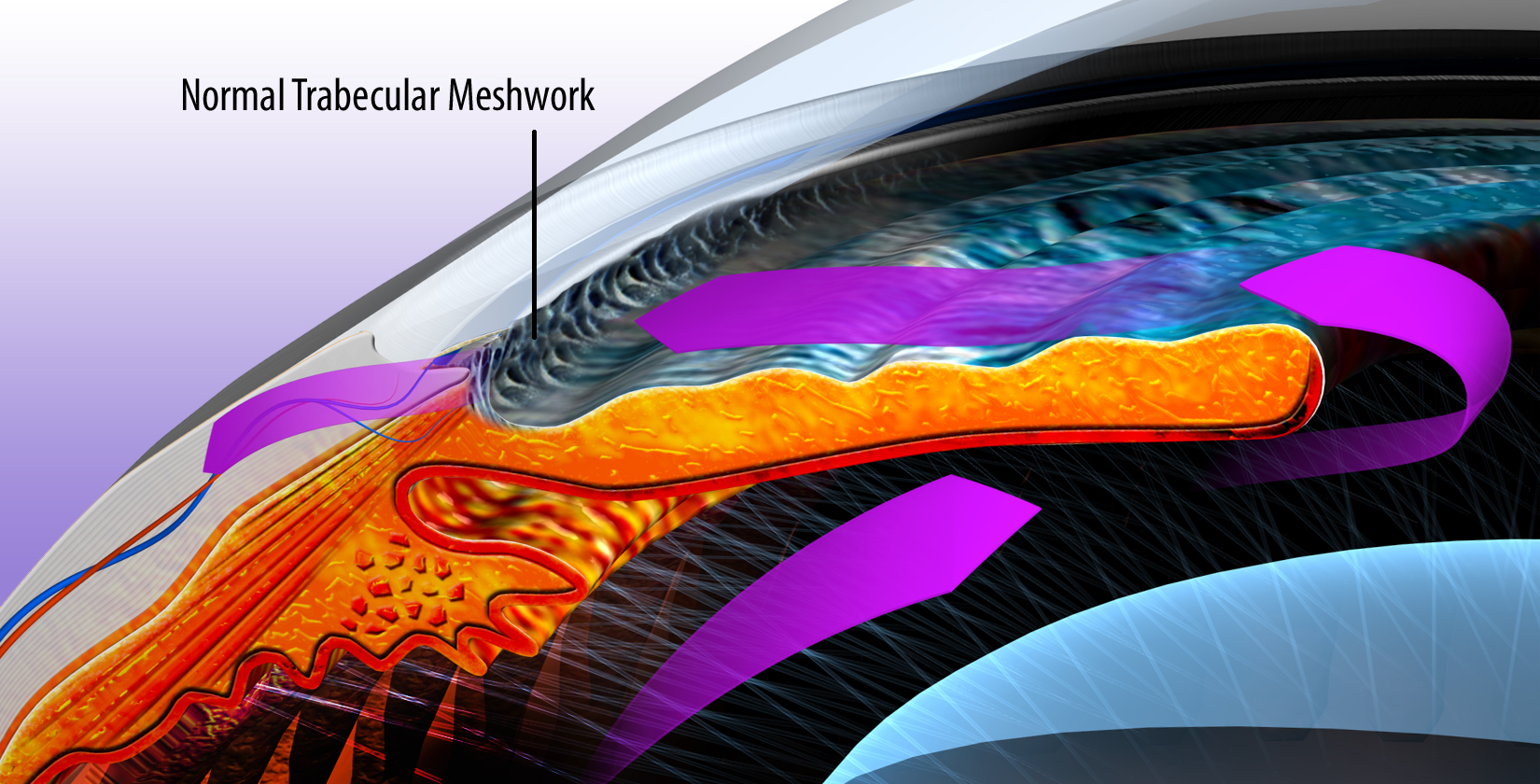
房水流向小梁网示意图

小樑网（trabecular meshwork）是眼内的一个筛网状组织，其由小樑相互吻合而形成，位于角膜基底周围的前房角，靠近睫状体。房水由睫状体分泌后，经由前房引流，再通过小梁网进入施莱姆管。小樑轴心为胶原纤维，表面覆以内皮细胞。

## 小樑网解剖方法
- 清除眼外肌组织
- 自赤道部穿刺并剖开眼球，保留前节
- 除去晶体以及残余的玻璃体
- 将前节组织剖成两半
- 小心撕去虹膜
- 自透明角膜终点向外0.5mm左右，是突起的睫状突，两者之间的网状具有色素的组织是小梁网
- 解剖方法1：以圆形刀片沿角膜边缘做弧形切口，向外0.5mm，再做平行切口，以显微剪刀剪下其间的网状色素组织
- 解剖方法2：以镊子轻轻提起小梁网，直接用剪刀自镊子提起的根部剪下小梁网
- 解剖方法3：以圆形刀片，刀尖抵住睫状突，刀锋垂直，将小梁组织刮下，此种方法可能会带有一些角膜组织，但是两者容易分开